# Guemps
Guemps (Nederlands: Ganep) is een gemeente in het Franse departement Pas-de-Calais (regio Hauts-de-France). De plaats maakt deel uit van het arrondissement Calais. Guemps telde op 1 januari 2022 1.092 inwoners.

## Geografie
De oppervlakte van Guemps bedroeg op 1 januari 2022 15,89 vierkante kilometer; de bevolkingsdichtheid was toen 68,7 inwoners per km²

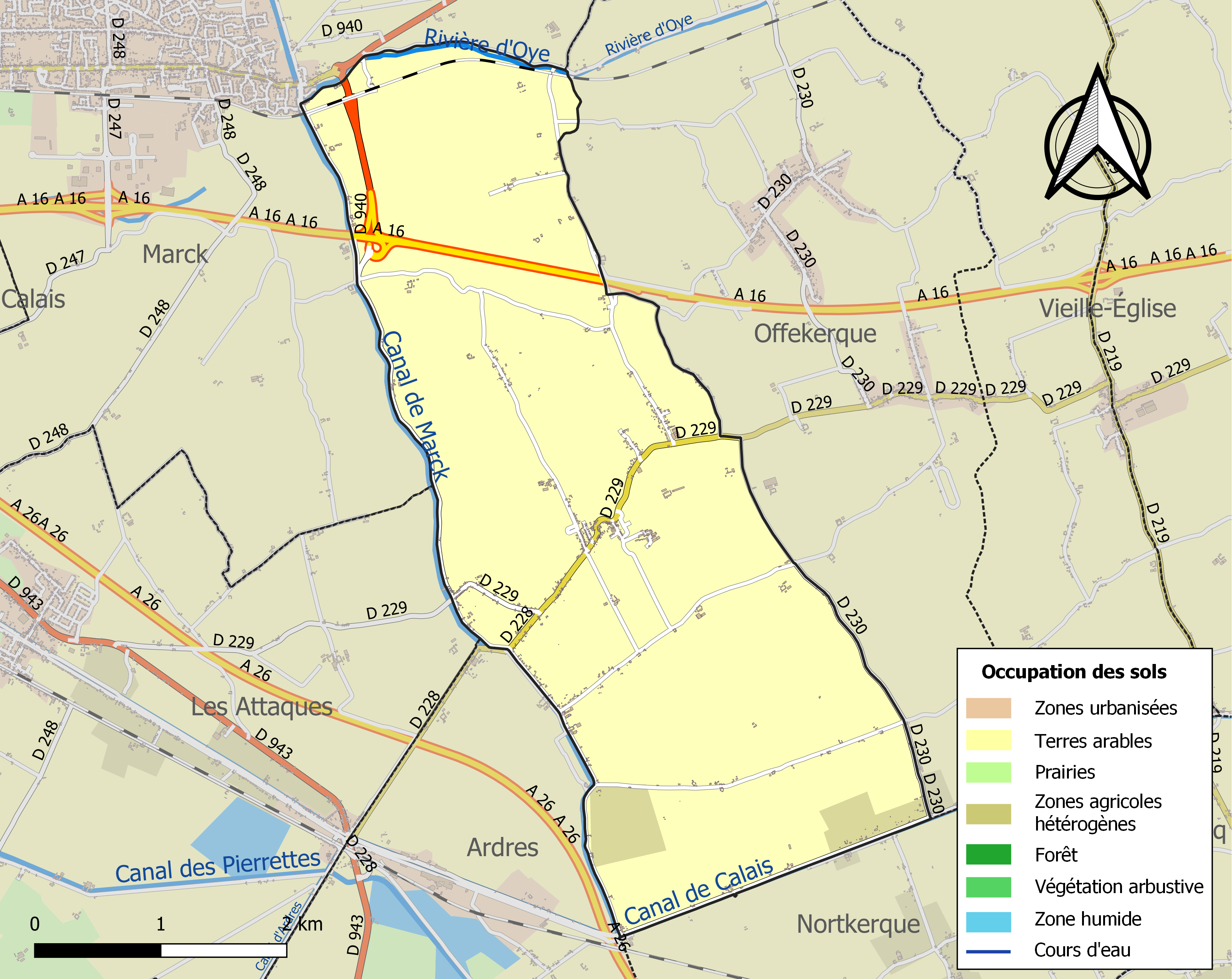
Kaart van de gemeente met belangrijkste infrastructuur, bodemgebruik en omliggende gemeenten

## Bezienswaardigheden
- De Moulin du Pont de Guemps, een windmolen uit 1842.
- Guemps Churchyard, een begraafplaats die enkele Britse militaire graven uit de Tweede Wereldoorlog bevat.
- De Moulin en Fonte, een metalen poldermolen en een van de twee poldermolens die Guemps heeft gekend.

## Demografie
Onderstaande figuur toont het verloop van het inwonertal (bron: INSEE-tellingen).